# 翠豐公司

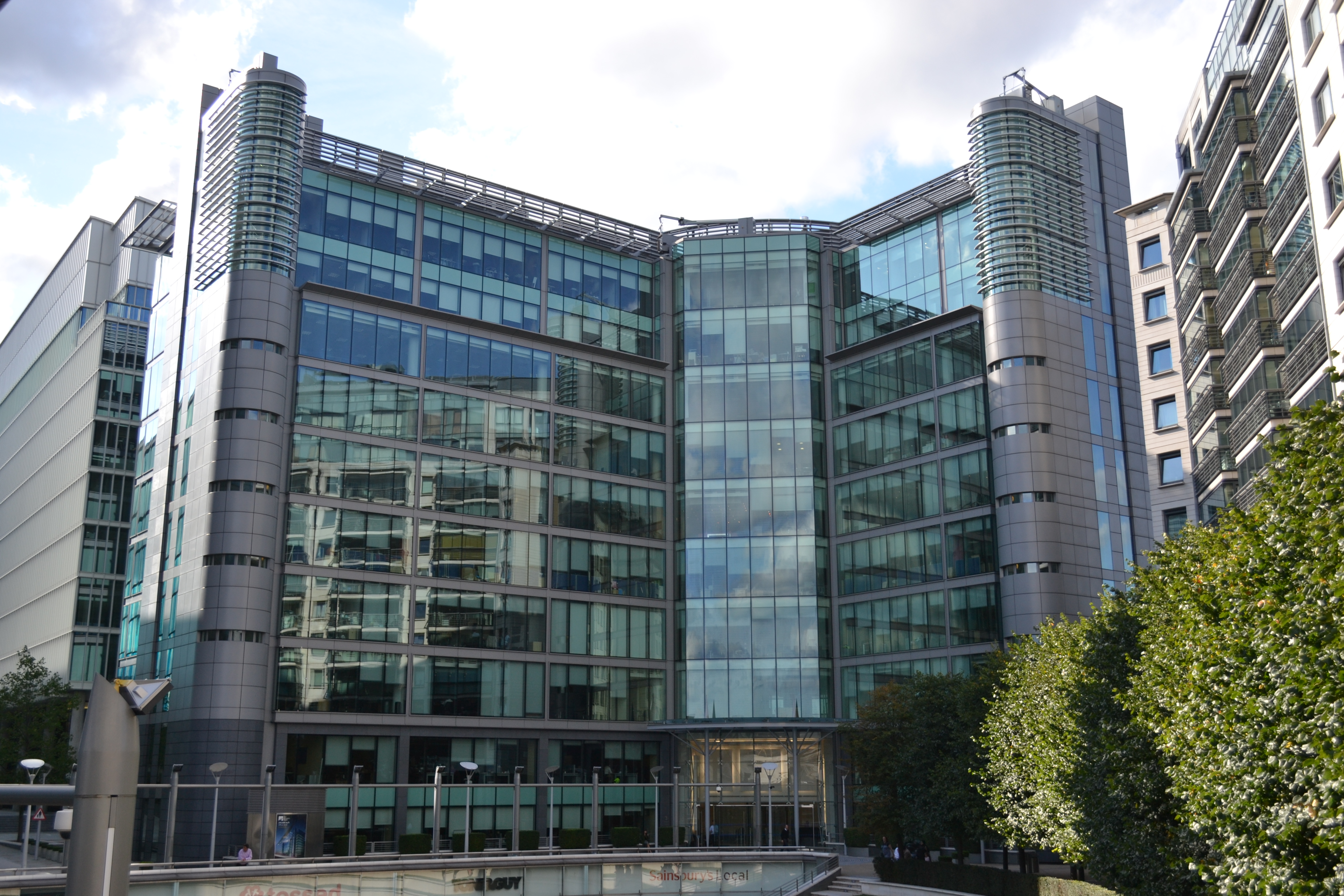

翠豐公司（Kingfisher plc）是英國的一家跨國零售企業，總部位於倫敦，並在英國和愛爾蘭各地設有地區總部。翠豐公司是歐洲最大和世界第三大的連鎖五金店，在11個國家有1,176家店鋪。

## 外部連結
- Official site （页面存档备份，存于）
- Yahoo profile （页面存档备份，存于）